# Tangnanzhen (sockenhuvudort i Kina, Jiangxi Sheng, lat 28,66, long 116,14)
Tangnanzhen är en sockenhuvudort i Kina. Den ligger i provinsen Jiangxi, i den sydöstra delen av landet, omkring 25 kilometer öster om provinshuvudstaden Nanchang. Antalet invånare är 37 366. Befolkningen består av 18 049 kvinnor och 19 317 män. Barn under 15 år utgör 26,0 %, vuxna 15-64 år 61 %, och äldre över 65 år 12,0 %.
Runt Tangnanzhen är det tätbefolkat, med 476 invånare per kvadratkilometer. Närmaste större samhälle är Jingdongzhen, 17,3 km väster om Tangnanzhen. Trakten runt Tangnanzhen består till största delen av jordbruksmark.
Genomsnittlig årsnederbörd är 2 373 millimeter. Den regnigaste månaden är juni, med i genomsnitt 357 mm nederbörd, och den torraste är oktober, med 36 mm nederbörd.